# Кріс Мейсон
Кріс Мейсон (англ. Chris Mason, нар. 14 лютого 1991, Ліверпуль, Велика Британія) — британський актор. Він найбільш відомий за роль Чеда Гекко, чоловіка Вероніки Лодж, у сезоні «Рівердейла». Станом на 2024 рік він грає Кейрана Атрідеса в серіалі «Дюна: Пророцтво».

## Біографія
Мейсон народився 14 лютого 1991 року в Ліверпуль.

## Кар'єра
Перші великі ролі Мейсона були в головних ролях двох міні-серіалах, «Зникнення» і «Світлові поля». Його перша роль у кіно була в «Академії вампірів» (2014).
У 2017 році Мейсон з'явився в повторюваній ролі, як Лео Хамфріс, у третьому сезоні «Бродчерч».
У 2021 році він з’явився в п’ятому сезоні «Рівердейла», зіграв Чеда Гекко, маніпулятивного чоловіка – зрештою колишнього – Вероніки Лодж.
Станом на 2024 рік він виконує 
роль Кейрана Атрідеса в головному акторському складі серіалу «Дюна: Пророцтво».

## Особисте життя
Мейсон одружений на Спенсер Лок з 2017 року, у них є донька Монро (нар. 2020) і син (нар. 2022)

## Фільмографія
| Рік  |    | Українська назва                           | Оригінальна назва                       | Роль            |
| ---- | -- | ------------------------------------------ | --------------------------------------- | --------------- |
| 2011 | с  | Правосуддя                                 | Justice                                 | Пітер           |
| 2011 | с  | Підозрюваний                               | The Fades                               | Стів            |
| 2012 | с  | Попереду                                   | Coming Up                               | Карл Слейд      |
| 2012 | тф | Яйцеящик                                   | Eggbox                                  | Денні           |
| 2013 | с  | Світлові поля                              | Lightfields                             | Нік             |
| 2013 | с  | Мотив                                      | Motive                                  | Кем Редкліфф    |
| 2014 | с  | Наша світова війна                         | Our World War                           | Вільям Гант     |
| 2014 | ф  | Академія вампірів                          | Vampire Academy                         | Рей             |
| 2015 | ф  | Легенда                                    | Legend                                  | Ронні Гарт      |
| 2015 | ф  | Між двома світами                          | Between Two Worlds                      | Раян            |
| 2017 | ф  | Божевільний геній                          | Mad Genius                              | Мейсон          |
| 2017 | с  | Бродчерч                                   | Broadchurch                             | Лео             |
| 2018 | ф  | Почесний список                            | The Honor List                          | Аарон Мейсі     |
| 2019 | с  | Милі ошуканки: Перфекціоністки             | Pretty Little Liars: The Perfectionists | Нолан Готчкінс  |
| 2020 | с  | Ординатор                                  | The Resident                            | Декс Ремсі      |
| 2020 | с  | Брудний Джон                               | Dirty John                              | Ден Бродерік    |
| 2021 | ф  |                                            | O Auto da Boa Mentira                   | Пірс            |
| 2021 | с  | Рівердейл                                  | Riverdale                               | Чед Гекко       |
| 2021 | с  | Американський гість                        | The American Guest                      | Керміт Рузвельт |
| 2021 | с  | Закон та порядок: Організована злочинність | Law & Order: Organized Crime            | Лука Гаса       |
| 2022 | с  | Вбивая це                                  | Killing It                              | Дастін          |
| 2022 | с  | ФБР: Найбільш розшукувані                  | FBI: Most Wanted                        | Вокер Гоулі     |
| 2024 | с  | Доктор Хто                                 | Doctor Who                              | Джон Леннон     |
| 2024 | с  | Дюна: Пророцтво                            | Dune: Prophecy                          | Кейран Атрід    |